# Liste der Klassischen Archäologen an der Philipps-Universität Marburg
In der Liste der Klassischen Archäologen an der Philipps-Universität Marburg werden alle Hochschullehrer gesammelt, die an der Philipps-Universität Marburg lehrten und lehren. Das umfasst im Regelfall alle regulären Hochschullehrer, die Vorlesungen halten durften, also habilitiert waren. Namentlich sind das Ordinarii, Außerplanmäßige Professoren, Juniorprofessoren, Gastprofessoren, Honorarprofessoren, Lehrstuhlvertreter und Privatdozenten. Daneben werden Akademische Räte als feste Mitarbeiter berücksichtigt. Archäologen des Mittelbaus (Dozenten: Assistenten und Mitarbeiter) sind nur in begründeten Ausnahmefällen berücksichtigt.
Erste Ansätze zur archäologischen Lehre in Marburg wurden schon zu Beginn des 19. Jahrhunderts durch den Altphilologen Friedrich Creuzer gelegt. Der Lehrstuhl wurde 1888 eingerichtet und mit Ludwig von Sybel besetzt, der auch die Abguss-Sammlung begründete.
Angegeben ist in der ersten Spalte der Name der Person und ihre Lebensdaten, in der zweiten Spalte wird der Eintritt in die Universität angegeben, in der dritten Spalte das Ausscheiden. Spalte vier nennt die höchste an der Universität Marburg erreichte Position. An anderen Universitäten kann der entsprechende Dozent eine noch weitergehende wissenschaftliche Karriere gemacht haben. Die nächste Spalte nennt Besonderheiten, den Werdegang oder andere Angaben in Bezug auf die Universität oder das Institut. In der letzten Spalte werden Bilder der Dozenten gezeigt, was derzeit aufgrund der Bildrechte jedoch schwer ist.
| Wissenschaftler                          | von       | bis       | Funktionen                  | Bemerkungen | Bild |
| ---------------------------------------- | --------- | --------- | --------------------------- | --- | ---- |
| Friedrich Creuzer (1771–1858)            | 1800      | 1804      | Ordinarius                  | Altphilologe, 1800 Professor für Griechisch, 1802 Professor für Eloqunz |      |
| Karl Friedrich Hermann (1804–1855)       | 1832      | 1842      | Ordinarius                  | Professor für Klassische Philologie |      |
| Ludwig von Sybel (1846–1929)             | 1876      | 1911      | Ordinarius                  | 1876 Außerordentlicher Professor, 1888 Erster Inhaber des Lehrstuhls für Klassische Archäologie und Begründer der Abguss-Sammlung, 1898/99 Dekan der Philosophischen Fakultät, 1906/07 Rektor der Universität |      |
| Paul Jacobsthal (1880–1957)              | 1911      | 1935      | Ordinarius                  | Nachfolger von Sybels, durch die Nationalsozialisten vom Lehrstuhl entfernt, initiierte in Marburg den ersten Lehrstuhl für Vor- und Frühgeschichte in Deutschland                                            |      |
| Guido Kaschnitz von Weinberg (1890–1958) | 1937      | 1940      | Ordinarius                  | Nachfolger Jacobsthals |      |
| Friedrich Matz der Jüngere (1890–1974)   | 1941      | 1958      | Ordinarius                  | Nachfolger Kaschnitz von Weinbergs |      |
| Frank Brommer (1911–1993)                | 1946      | 1958      | Außerordentlicher Professor | 1951 Außerordentlicher Professor |      |
| Heinrich Drerup (1908–1995)              | 1959      | 1973      | Ordinarius                  | Nachfolger Matz’ |      |
| Adolf Borbein (* 1936)                   | 1965      | 1977      | Professor C 2               | 1965 wissenschaftlicher Assistent, 1974 Professor C 2 |      |
| Ingo Pini (* 1936)                       | 1965      | 2010      | Honorarprofessor            | 1965 bis 2010 Mitarbeiter am Corpus der minoischen und mykenischen Siegel, 1987 Honorarprofessor |      |
| Marianne Bergmann (* 1943)               | 1972      | 1990      | Privatdozentin              | 1972 wissenschaftliche Mitarbeiterin, 1986 Habilitation |      |
| Bernhard Schmaltz (* 1941)               | 1977      | 1990      | Professor C 3               | WS 1977/78 bis SS 1978 Vertretung des Lehrstuhls; 1979 Professor C 3 |      |
| Bernard Andreae (* 1930)                 | 1978      | 1984      | Ordinarius                  | Nachfolger Drerups |      |
| Hans Lauter (1941–2007)                  | 1986      | 2007      | Ordinarius                  | Nachfolger Andreaes |      |
| Rita Amedick (* 1958)                    | 1990 1995 | 1991 2025 | Außerplanmäßige Professorin | seit 1985 zeitweise am Forschungsunternehmen Corpus der antiken Sarkophagreliefs beschäftigt, 2009 Akademische Rätin auf Lebenszeit und außerplanmäßige Professorin                                           |      |
| Heide Froning-Kehler (* 1943)            | 1991      | 2009      | Professorin C 3             | |      |
| Dagmar Grassinger (1954–2025)            | 1991 2000 | 1994 2003 | Privatdozentin              | 1991–1994 Wissenschaftliche Mitarbeiterin am Corpus der antiken Sarkophagreliefs, erneut 2000–2003, 2000 Habilitation                                                                                         |      |
| Ulrich-Walter Gans (* 1957)              | 1991      |           | Außerplanmäßiger Professor  | 1991–1998 wissenschaftlicher Mitarbeiter, 2000 Habilitation, 2001 Privatdozent, 2008 außerplanmäßiger Professor                                                                                               |      |
| Torsten Mattern (* 1966)                 | 1998      | 2009      | Außerplanmäßiger Professor  | 1998 wissenschaftlicher Assistent, 2004 Habilitation, 2004 Hochschuldozent (C2), 2007 Akademischer Rat auf Lebenszeit, 2009 außerplanmäßiger Professor                                                        |      |
| Winfried Held (* 1964)                   | 2008      |           | W3-Professor                | Nachfolger Lauters |      |